# Jurij Habowda
Jurij Wiktorowycz Habowda, ukr. Юрій Вікторович Габовда (ur. 6 maja 1989 w Mukaczewo, w obwodzie zakarpackim) – ukraiński piłkarz, grający na pozycji napastnika.

## Kariera piłkarska
Jego wujek - znany piłkarz Karpat Janosz Habowda. Jest wychowankiem szkoły sportowej w Mukaczewie, a potem Szkoły Kultury Fizycznej we Lwowie. Pierwszy trener Ołeh Rodin. W sezonie 2006/2007 rozpoczął karierę piłkarską w klubie Karpaty Lwów. Występował najpierw w rezerwowej i w drugiej drużynie. Od sezonu 2009/10 piłkarz podstawowego składu Karpat. 11 sierpnia 2011 podpisał roczny kontrakt z Krywbasem Krzywy Róg. W czerwcu 2012 przeniósł się do Tawrii Symferopol. 11 marca 2014 za obopólną zgodą kontrakt został rozwiązany, a już 26 marca powrócił do Karpat Lwów. 23 lipca 2014 roku za obopólną zgodą kontrakt został anulowany. W marcu 2015 zasilił skład beniaminka białoruskiej Wyszejszej Ligi Hranitu Mikaszewicze. 2 lutego 2016 przeszedł do Dynama Mińsk. 29 grudnia 2016 opuścił białoruski klub. 28 lutego 2017 został piłkarzem Ruchu Winniki. 14 lipca 2017 przeniósł się do Balmazújvárosi FC. 29 czerwca 2018 zmienił klub na Szombathelyi Haladás. 29 stycznia 2020 podpisał kontrakt z Debreceni VSC.